# GALAC
『GALAC』（ギャラク）は、放送批評懇談会が発行する、放送（テレビとラジオ）を批評する専門誌。

## 概要
テレビやラジオの番組や周辺事象を批評する月刊誌。放送や番組の情報誌は数あるが、批評に特化した「放送批評誌」はわずかである。『放送批評』（1967年 - 1997年）のあとを継いで1997年5月に創刊された。発売はKADOKAWA。毎月6日発売、B5版84ページ。
編集・発行は「ギャラクシー賞」を運営・表彰する放送批評懇談会で、誌名は「ギャラクシー」から取られた。同賞の選奨委員が関わるページが毎号誌面の約3分の1を占めるほか、毎年7月号は同賞の発表と講評、1月号と8月号は応募作品の選考経過の報告の場ともなっている。
特集や連載の企画立案は、放送批評懇談会の正会員からなる編集委員会が担っている。編集委員は任期制で、編集長・副編集長も最長4年の任期になっている。
毎号の特集は、放送に関わる現象や問題として、番組関連トピック、放送ジャーナリズムのほか、放送経営、放送行政や技術革新、メディア環境さらに周辺の重要テーマを取り上げている。
表紙は俳優・タレントが黒をバックに黒の衣装でポーズをとったものである。撮影は末武和人から現在は山﨑祥和に引き継がれたが、この表紙のスタイルは創刊6号目以降一貫している。中のグラビアには、表紙を飾ったタレントへのインタビューが掲載されている。
記事の一部をインターネットで提供している（goo、東洋経済オンライン）。

## 沿革
- 1967年 - 『放送批評』として創刊。
- 1997年 - 『GALAC』にリニューアル。初代編集長は坂本衛。
- 1998年 - Webサイトを開設。
- 2004年 - 編集長に小田桐誠就任。
- 2008年 - 編集長に丹羽美之就任。
- 2011年 - 『放送批評』『GALAC』の全表紙・全目次をWebサイトにアップ。
- 2012年 - 編集長に飯田みか就任。
- 2015年 - 電子版を発行。
- 2016年 - 編集長に水島宏明就任。
- 2020年 - 編集長に鈴木健司就任。

## バックナンバー

### 1997年～1999年
| 月号         | THE PERSON（※肩書は当時）                                  | 旬の顔       | 特集                                                                                        |
| 1997年6月号  | 氏家齊一郎（日本民間放送連盟会長・日本テレビ放送網社長）   | 国谷裕子     | ぎゃらく新・放送批評宣言                                                                    |
| 1997年7月号  | 三浦朱門（テレビ朝日番審委員長・作家）                     | 奥菜恵       | 決定！第34回ギャラクシー賞                                                                  |
| 1997年8月号  | 渡辺淳一（小説家）                                         | 草彅剛       | 歌番組ならこれを見よ!!                                                                      |
| 1997年9月号  | 瀬戸雄三（アサヒビール社長）                               | 高泉淳子     | テレビのことは子どもに聞け!!                                                                |
| 1997年10月号 | 海老沢勝二（NHK会長）                                      | 市原悦子     | オープン・ザ・差別                                                                          |
| 1997年11月号 | 重村一                                                     | 草野満代     | 広告主の注文!!                                                                              |
| 1997年12月号 | 北川信（テレビ新潟放送網代表取締役社長）                   | 室井滋       | 天気予報のヒミツ                                                                            |
| 1998年1月号  | 菅直人（衆議院議員 民主党代表）                            | 渡部篤郎     | 決定！第35回＜上期＞ギャラクシー賞 新春スペシャル「三谷幸喜・ニッポンの笑は僕にまかせろ!!」 |
| 1998年2月号  | 今野勉（長野冬季オリンピック開・閉会式映像監督）           | ドリアン助川 | 郵政省のなくなる日 これがラジオの生きる道                                                   |
| 1998年3月号  | 中邨秀雄（吉本興業株式会社社長）                           | 西田ひかる   | テレビ職人のすすめ                                                                          |
| 1998年4月号  | 岩間芳樹（日本放送作家協会理事長）                         | いしだ壱成   | アクション!! プロダクション                                                                 |
| 1998年5月号  | 成田豊（電通代表取締役社長）                               | 安藤優子     | NHKはだれのもの？                                                                           |
| 1998年6月号  | 佐久間曻二（WOWOW代表取締役社長）                          | 本木雅弘     | テレビは殺人を教唆したか!? がんばれTVドキュメンタリー                                       |
| 1998年7月号  | 峰岸慎一（文化放送社長／民放連音声放送委員長）             | 三田佳子     | 決定！第35回ギャラクシー賞 アニメ現場が悩んでる！                                           |
| 1998年8月号  | 奥山和由                                                   | テリー伊藤   | 個人視聴率定着？番組はこう変わった！ 衆院選直前 政治の“テレビ脅し”を許すな!!                |
| 1998年9月号  | 平岡敬                                                     | 内藤剛志     | ニュースが、壊れてゆく 個人視聴率検証第2弾 営業戦線に異状なし                               |
| 1998年10月号 | 大山勝美（演出家・プロデューサー）                         | 菅野美穂     | 年寄りをナメるな！テレビ                                                                    |
| 1998年11月号 | 小田久栄門（テレビ朝日映像会長）                           | 松たか子     | ドラマは“進化”したか？                                                                      |
| 1998年12月号 | 田中良紹（シー・ネット代表取締役）                         | 萩原健一     | CSデジタル3年目の“決算”                                                                     |
| 1999年1月号  | 野田聖子（郵政大臣／衆議院議員）                           | ともさかりえ | 1999テレビを笑え 決定！第35回＜上期＞ギャラクシー賞                                         |
| 1999年2月号  | 小林よしのり（漫画家）                                     | いかりや長介 | 緊迫するアジア、弛緩するテレビ                                                              |
| 1999年3月号  | 樹木希林（作家）                                           | 野坂昭如     | 地方局が生き残る“方法”                                                                      |
| 1999年4月号  | 尾山達己（テレビ西日本社長）                               | 藤原竜也     | 一社提供番組の魅力                                                                          |
| 1999年5月号  | 仙頭武則（サンセントシネマワークス社長）                   | 前田愛       | テレビは政治を変えうるか？                                                                  |
| 1999年6月号  | 後藤亘（エフエム東京・東京メトロポリタンテレビジョン社長） | 佐野史郎     | テレビ時代劇ふたたび                                                                        |
| 1999年7月号  | 土屋敏男（日本テレビ放送網プロデューサー）                 | 余貴美子     | 決定！第36回ギャラクシー賞 的はずれダイオキシン騒動を撃つ！                                 |
| 1999年8月号  | 金沢敏子（北日本放送ディレクター）                         | 乙武洋匡     | これでいいのか？民放ニュース！ 続報！第36回ギャラクシー賞                                   |
| 1999年9月号  | 亀渕昭（ニッポン放送代表取締役社長）                       | 原田芳雄     | 放送局労組よ、どこへいく？                                                                  |
| 1999年10月号 | 広瀬道貞（全国朝日放送株式会社社長）                       | 柴田理恵     | テレビ自粛は子どもを救うか!?                                                                |
| 1999年11月号 | 松井石根（(社)日本PTA全国協議会会長）                      | 大杉漣       | 国民番組!? ワイドショー                                                                     |
| 1999年12月号 | 大島渚（映画監督）                                         | 田中麗奈     | 宗教番組ただいま増殖中！ TBS再生への処方せん                                                |

### 2000年～2009年
| 月号         | THE PERSON（※肩書は当時）                                                 | 旬の顔                         | 特集                                                                                      |
| 2000年1月号  | 小泉純一郎（衆議院議員／元郵政大臣）                                      | 伊東四朗                       | 報道“国際化”は充分か？ 決定！第37回＜上期＞ギャラクシー賞                                 |
| 2000年2月号  | 北川正恭（三重県知事）                                                    | 桃井かおり                     | CMは番組よりオモシロイ!?                                                                  |
| 2000年3月号  | 田原総一朗（ジャーナリスト）                                              | ネプチューン                   | 郵政天下り天国・放送界を問う！                                                            |
| 2000年4月号  | 重延浩（テレビマンユニオン社長）                                          | 藤井隆                         | 政治家をTVがつくる時代                                                                    |
| 2000年5月号  | 原寿雄（ジャーナリスト／放送と青少年に関する委員会委員）                  | 窪塚洋介                       | ドラマがつまんない!!                                                                      |
| 2000年6月号  | 杉山知之（デジタルハリウッド学校長）                                      | 永作博美                       | どうなる分社化どこへ行くTBS                                                               |
| 2000年7月号  | 近藤晋（東北新社クリエイツ社長）                                          | 田畑智子                       | 決定！第37回ギャラクシー賞 夜ニュース戦争、勃発す！                                       |
| 2000年8月号  | 角川歴彦（角川書店代表取締役社長）                                        | 池脇千鶴                       | ネットはソフト流通を変える！ 青少年有害環境対策基本法をけっとばせ！                       |
| 2000年9月号  | うしおそうじ（特撮プロデューサー／漫画家）                                | 山崎まさよし                   | テレビ受像機の今・未来 政治報道2000                                                       |
| 2000年10月号 | 石橋庸敏（ジュピターテレコム代表取締役会長／最高経営責任者）              | 緒形拳                         | 電波三法50年 放送民主化の理念ふたたび シドニー五輪裏ガイド                                |
| 2000年11月号 | 月尾嘉男（東京大学教授）                                                  | 木村佳乃                       | 通販チャンネル大解剖 “番販”という不思議世界                                               |
| 2000年12月号 | 小宮山洋子（衆議院議員）                                                  | 生瀬勝久                       | 発進!! BSデジタルの「吉凶」 海外ドラマ再人気の周辺                                        |
| 2001年1月号  | 田中康夫（長野県知事／作家）                                              | 中谷美紀                       | 二十一世紀突入記念 テレビを誉める!! 決定！第38回＜上期＞ギャ ラクシー賞                   |
| 2001年2月号  | 池田茂（エヌ・ティ・ティ エムイー代表取締役社長）                         | 松田龍平                       | テレビ公的規制を許すな!! 参加→いじり→覗き…バラエティ番組の新動向                          |
| 2001年3月号  | 深作欣二（映画監督）                                                      | 小西真奈美                     | さようなら郵政省、こんにちは総務省！2001年放送行政の見取り図 青少年委員会見解に異議あり!! |
| 2001年4月号  | 松岡佑子（同時通訳者／翻訳家）                                            | 竹中直人                       | これでわかる！著作権2001                                                                  |
| 2001年5月号  | 多田琢（CMプランナー）                                                    | ホンジャマカ                   | 視聴者は“バカ”なのか？ 国会TV、危機一髪！                                                 |
| 2001年6月号  | 坂村健（東京大学教授）                                                    | 武田真治                       | ラジオ21世紀の決意！ 視聴者は“バカ”なのか？ 第2弾！                                       |
| 2001年7月号  | 池上彰（NHK「週刊こどもニュース」キャスター）                             | 若村麻由美                     | 決定！第38回ギャラクシー賞 メディア規制をブッ飛ばせ!!                                     |
| 2001年8月号  | 宇野康秀（有線ブロードネットワークス社長）                                | 仲間由紀恵                     | どうなってるの？韓国テレビ！ 続報！第38回ギャラクシー賞                                   |
| 2001年9月号  | 石橋博良（ウェザーニュース社長）                                          | 村上淳                         | TVニュースの価値判断 連ドラ『HERO』現象のナゾ                                             |
| 2001年10月号 | 萩原敏雄（日本テレビ放送網COO／社長）                                     | 妻夫木聡                       | 今のテレビが10年で消える？                                                                |
| 2001年11月号 | 菅谷定彦（テレビ東京代表取締役社長）                                      | DonDokoDon                     | スポーツ、次の切り札は？ 検証政治報道 “小泉”に寄り添うテレビ                              |
| 2001年12月号 | 金子勝（慶應義塾大学経済学部教授）                                        | 野際陽子                       | 記者クラブなんて、いらない!? 米テロ・戦争報道を徹底検証する！                             |
| 2002年1月号  | 大星公二（NTTドコモ代表取締役会長）                                       | 内村光良                       | 新春特別インタビュー 21世紀の編成論 決定！第39回＜上期＞ギャラクシー賞                    |
| 2002年2月号  | 亀山千広（フジテレビジョン編成制作局長                                    | 濱田マリ                       | ゴールデンタイムにこの人を!!                                                              |
| 2002年3月号  | 堀田力（さわやか福祉財団理事長）                                          | 瀬戸朝香                       | TVは、バラエティである!!                                                                  |
| 2002年4月号  | ひろゆき（２ちゃんねる管理人）                                            | 北村一輝                       | デジタル幻想を撃て!! TBSラジオの逆襲が始まった！                                          |
| 2002年5月号  | 田中秋夫（FM NACK5 常務取締役）                                           | 元ちとせ                       | 放送は音楽を愛している!?                                                                  |
| 2002年6月号  | ジョン・カビラ                                                            | ラモス瑠偉                     | メディア規制3法絶対反対!!                                                                 |
| 2002年7月号  | 河野義行（「松本サリン事件」報道被害者）                                  | 宮崎あおい                     | 決定！第39回ギャラクシー賞 日本のアニメとは何か？                                         |
| 2002年8月号  | 澤田隆治（日本映像事業協同組合理事長）                                    | 阿部寛                         | 「密室」政治より「ワイドショー」政治のほうがまし 続報！第39回ギャラクシー賞               |
| 2002年9月号  | 河合隼雄（文化庁長官）                                                    | 篠井英介                       | 戦争と放送                                                                                |
| 2002年10月号 | 櫻井よしこ（ジャーナリスト）                                              | 鈴木杏                         | 番組提供の“ココロ”                                                                        |
| 2002年11月号 | 臼井律郎（外科医／国境なき医師団日本副会長）                              | 中川家                         | 知られざる“声優の世界”                                                                    |
| 2002年12月号 | 中田宏（横浜市長）                                                        | 二宮和也                       | “番組終了”の研究 映画的手法はドラマを変えたか？                                           |
| 2003年1月号  | 辛淑玉（人材コンサルタント／在日朝鮮人）                                  | 小雪                           | これでいいのか？北朝鮮報道 決定！第40回＜上期＞ギャラクシー賞                             |
| 2003年2月号  | 石丸次郎（ジャーナリスト／アジアプレス）                                  | 松岡俊介                       | ブロードバンドは放送の救世主!?                                                            |
| 2003年3月号  | 村上光一（フジテレビ代表取締役社長）                                      | 柄本明                         | ジャパニーズカルチャーの危機!!                                                            |
| 2003年4月号  | 平井卓也（衆議院議員）                                                    | 小島聖                         | テレビの“突破者<とっぱもん>”たち                                                          |
| 2003年5月号  | 佐藤孝（古舘プロジェクト代表取締役）                                      | 桜庭裕一郎                     | M3マーケットを狙え！                                                                      |
| 2003年6月号  | 吉岡忍（ノンフィクション作家）                                            | 市川実和子                     | アニメブームの裏のウラ テレビ50年、広告の今。                                             |
| 2003年7月号  | 綿井健陽（ジャーナリスト）                                                | 成宮寛貴                       | 決定！第40回ギャラクシー賞 乱立！テレビ情報誌の功罪                                       |
| 2003年8月号  | 小川和久（国際政治・軍事アナリスト）                                      | 鈴木京香                       | TVは数字がお好き!?症候群 続報！第40回ギャラクシー賞 贈賞式リポート                        |
| 2003年9月号  | 清水英夫（放送倫理・番組向上機構（BPO）理事長）                           | 中村獅童                       | GALAC式ケータイ学                                                                         |
| 2003年10月号 | 森田正光（天気キャスター／気象予報士）                                    | 松岡昌宏                       | 地上デジタル放送の落としどころ                                                            |
| 2003年11月号 | 小沢一郎（衆議院議員／前・自由党党首）                                    | 大滝秀治                       | NHK教育が、イイ！                                                                         |
| 2003年12月号 | 日下雄一（テレビ朝日プロデューサー）                                      | 森山直太朗                     | 連続ドラマの正念場!!                                                                      |
| 2004年1月号  | 葉千栄（ジャーナリスト）                                                  | 古舘伊知郎                     | 決定！第41回＜上期＞ギャラクシー賞                                                        |
| 2004年2月号  | 藤田紘一郎（東京医科歯科大学大学院教授）                                  | 小林聡美                       | ダイオキシン報道 最高裁判決を撃つ！ ラジオCM大解剖                                        |
| 2004年3月号  | 堤幸彦（映画監督・演出家）                                                | オダギリジョー                 | さまよえる…視聴率                                                                         |
| 2004年4月号  | 尾木直樹（教育評論家）                                                    | 松下由樹                       | がんばれ!! 野球中継                                                                       |
| 2004年5月号  | 清水洋二（TBSラジオ＆コミュニケーションズ社長）                           | 八嶋智人                       | 韓国ドラマの＜ソウル＞魂 その道のプロに聞く！ドラマ批評                                   |
| 2004年6月号  | 蜷川幸雄（演出家）                                                        | 山下智久                       | 報道ステーションの“決意”                                                                  |
| 2004年7月号  | 高橋和夫（放送大学助教授）                                                | 泉谷しげる                     | 決定！第41回ギャラクシー賞 おかしいぞ!! 裁判所                                            |
| 2004年8月号  | 鳥越俊太郎（ジャーナリスト）                                              | 竹野内豊                       | 「感情増幅」装置としてのテレビ続報！ 第41回ギャラクシー賞                                 |
| 2004年9月号  | 毛利子来（小児科医）                                                      | 上野樹里                       | ぎゃらく式放送未来図                                                                      |
| 2004年10月号 | 石川光久（プロダクションI.G代表取締役／「イノセンス」プロデューサー）     | 山本耕史                       | どうなる視聴率 どうする視聴質 HDDレコーダーで視聴習慣が変わる!?                           |
| 2004年11月号 | 魚住昭（ジャーナリスト）                                                  | 玉木宏                         | アテネ五輪中継は金？銀？銅？ お笑い芸人増殖中！                                           |
| 2004年12月号 | 是枝裕和（映画監督）                                                      | 市川実日子                     | CM界のアンタッチャブル!!                                                                  |
| 2005年1月号  | 西室泰三（東芝会長）                                                      | 滝沢秀明                       | 羽ばたけ！モバイルの時代 決定！第42回＜上期＞ギャラクシー賞                               |
| 2005年2月号  | 真野英明（日本ラジオ広告推進機構（RABJ）代表）                            | 中尾彬                         | 災害大国ニッポンを救え！                                                                  |
| 2005年3月号  | 牧内良平（テレビ神奈川代表取締役社長）                                    | 津田寛治                       | NHK再生の険しい道 2時間ドラマのパラダイス                                                 |
| 2005年4月号  | 斉藤貴男（ジャーナリスト）                                                | 上戸彩                         | オウム報道10年目の決算 これがNHK再生への道                                                |
| 2005年5月号  | マーティ・キーナート（東北楽天ゴールデンイーグルス ゼネラルマネージャー） | 古田新太                       | “ラジオのチカラ”再発見                                                                    |
| 2005年6月号  | 小原乃梨子（声優）                                                        | 田中好子                       | 2005放送局クライシス!!                                                                    |
| 2005年7月号  | 重延浩（テレビマンユニオン代表取締役会長・CEO）                           | 香川照之                       | 決定！第42回ギャラクシー賞 びっくり仰天！負の歴史 メディアへの政治介入                    |
| 2005年8月号  | 武藤義典（KNTV株式会社代表取締役社長）                                    | 米倉涼子                       | テレビ「自己検証番組」を検証する！ 続報！第42回ギャラクシー賞 贈賞式リポート              |
| 2005年9月号  | 松元ヒロ（スタンダップ・コメディアン）                                    | 和久井映見                     | 検証！CSデジタル10年 土壇場のプロ野球中継                                                 |
| 2005年10月号 | 久保伸太郎（日本テレビ放送網代表取締役社長）                              | 城島茂                         | 戦後60年と放送 オリジナルドラマの旗手たち                                                 |
| 2005年11月号 | 小川善美（株式会社インデックス代表取締役社長）                            | 塚本高史                       | CM飛ばし時代がやってくる!? 検証 小泉劇場 総選挙報道3つの大罪                              |
| 2005年12月号 | 高橋浩（東映アニメーション㈱代表取締役社長）                              | 蒼井優                         | 化けるか？BSデジタル！                                                                    |
| 2006年1月号  | 金田一秀穂（言語学者、杏林大学外国語学部教授）                            | 所ジョージ                     | 決定！第43回＜上期＞ギャラクシー賞 「政冷芸熱」日・韓・中                                 |
| 2006年2月号  | 森泉知行（ジュピターテレコム代表取締役社長最高経営責任者）                | 近藤真彦                       | 名古屋コンテンツが元気!!                                                                  |
| 2006年3月号  | 堀義貴（ホリプロ代表取締役社長）                                          | 江守徹                         | 格闘技中継が燃えている！                                                                  |
| 2006年4月号  | 君和田正夫（テレビ朝日代表取締役社長）                                    | 香椎由宇                       | どうする!?NHK改革                                                                         |
| 2006年5月号  | 東浩紀（哲学者・批評家）                                                  | 太田光（爆笑問題）             | 団塊世代とメディア                                                                        |
| 2006年6月号  | 鄭秀雄（ドキュメンタリスト）                                              | 長野智子                       | これこそTVキャスターだ！                                                                  |
| 2006年7月号  | 池田信夫（須磨国際学園・研究理事）                                        | 岡田准一                       | 決定！第43回ギャラクシー賞 情報コントロールを許すな！                                     |
| 2006年8月号  | 西山太吉（ジャーナリスト）                                                | 天海祐希                       | デジタル時代どうすりゃいいのか？著作権 続報！第43回ギャラクシー賞贈賞式リポート           |
| 2006年9月号  | 橋本元一（NHK会長）                                                       | 大森南朋                       | 放送・通信改革のすべて                                                                    |
| 2006年10月号 | 和崎信哉（WOWOW代表取締役会長）                                           | 森光子                         | 新世代アニメのチャレンジ！ スポーツ中継にダメだし                                         |
| 2006年11月号 | 磯山晶（TBSテレビプロデューサー）                                         | 劇団ひとり                     | 進化するモバイル・メディア                                                                |
| 2006年12月号 | 熊谷博子（映像ジャーナリスト）                                            | 堀北真希                       | ちょっと待った！ニュース                                                                  |
| 2007年1月号  | 広瀬道貞（日本民間放送連盟会長・テレビ朝日会長）                          | 立川志の輔                     | TVのエンタテインメント力！ 決定！第44回＜上期＞ギャラクシー賞                             |
| 2007年2月号  | 信井文夫（映像新聞社代表取締役社長）                                      | 寺島しのぶ                     | がんばれ！プロダクション                                                                  |
| 2007年3月号  | 林光（博報堂生活総合研究所主席研究員）                                    | 大泉洋                         | 国際放送は誰のため？何のため？                                                            |
| 2007年4月号  | 浅岡美恵（弁護士）                                                        | 内野聖陽                       | 時代劇ニューウェーブ                                                                      |
| 2007年5月号  | 小倉修悟（日本生活協同組合連合会会長）                                    | 山崎静代（南海キャンディーズ） | 料理番組を料理せよ!!                                                                      |
| 2007年6月号  | 宮本隆治（アナウンサー）                                                  | 東山紀之                       | 健康＆霊感番組を科学する！                                                                |
| 2007年7月号  | 田川義博（財団法人マルチメディア振興センター・専務理事）                  | ベッキー                       | 決定！第44回ギャラクシー賞 丸ごとわかる！マスメディア集中排除原則                         |
| 2007年8月号  | 雨宮処凛（作家）                                                          | 仲代達矢                       | 潜行する！「規制の時代」 続報！第44回ギャラクシー賞贈賞式リポート                         |
| 2007年9月号  | 崔洋一（映画監督・日本映画監督協会理事長）                                | 堂本光一                       | 独立U局 サバイバル大作戦                                                                  |
| 2007年10月号 | 竹中平蔵（慶應義塾大学教授・グローバルセキュリティ研究所所長）            | 貫地谷しほり                   | Web2.0時代 放送はどうする!?                                                               |
| 2007年11月号 | 高柳寛樹（株式会社ウェブインパクト代表取締役社長）                        | 上川隆也                       | ストップ！オヤジ体質                                                                      |
| 2007年12月号 | 豊田皓（フジテレビジョン代表取締役社長）                                  | 久米宏                         | 芸人ブームのポストモダン                                                                  |
| 2008年1月号  | 川田龍平（参議院議員）                                                    | 笑福亭鶴瓶                     | リメイクするより、いまを撃て！ 決定！第45回＜上期＞ギャラクシー賞                         |
| 2008年2月号  | 山路徹（APF通信社代表）                                                   | 亀梨和也                       | 戦場ジャーナリストが消える!?                                                              |
| 2008年3月号  | 島田昌幸（テレビ東京代表取締役社長）                                      | 松山ケンイチ                   | ぎゃらく式 NHK経営委員会構造改革案 テレビの“鉄分”上昇中！                                 |
| 2008年4月号  | 林雅行（クリエイティブ21代表取締役）                                      | 高畑淳子                       | CMが面白くない理由                                                                        |
| 2008年5月号  | 安岡卓治（映像プロデューサー）                                            | 千原ジュニア                   | 番組審議会は機能不全!?                                                                    |
| 2008年6月号  | 草川衛（社団法人公共広告機構専務理事）                                    | 三上博史                       | あなたはこの賞を知っていますか？                                                          |
| 2008年7月号  | 間部耕苹（社団法人デジタル放送推進協会（Dpa）理事長）                     | 栗山千明                       | 決定！第45回ギャラクシー賞 ドラマ編成ニューウェーブ                                       |
| 2008年8月号  | 平野悠（ロフトプロジェクト代表 ロフトプラスワン席亭）                     | 橋爪功                         | 国際放送の“国益”ってなに!? 続報！第45回ギャラクシー賞贈賞式リポート                       |
| 2008年9月号  | 日向英実（NHK理事・放送総局長）                                           | 瑛太                           | “三重苦”を越えろ！ 北海道放送事情                                                         |
| 2008年10月号 | 鈴木謙介（社会学者）                                                      | 相武紗季                       | これでいいのか!? 死刑報道                                                                 |
| 2008年11月号 | 田渕久美子（脚本家）                                                      | 中井貴一                       | 検証！中国報道                                                                            |
| 2008年12月号 | 井上雅博（ヤフー株式会社代表取締役社長）                                  | 二宮和也                       | オンデマンドTVの可能性を探る 米国TVドラマ隆盛のヒミツ！                                   |
| 2009年1月号  | 福地茂雄（NHK会長）                                                       | 玉山鉄二                       | 決定！第46回＜上期＞ギャラクシー賞                                                        |
| 2009年2月号  | 姜尚中（東京大学大学院教授）                                              | 広末涼子                       | アナウンサーはどこへ行く？                                                                |
| 2009年3月号  | 長崎尚志（漫画原作者・編集者）                                            | 加瀬亮                         | プロダクション非常事態！                                                                  |
| 2009年4月号  | 野村萬斎（狂言師）                                                        | 小林賢太郎（ラーメンズ）       | デジタル時代の“放送批評”とは？                                                            |
| 2009年5月号  | 椿姫彩菜（モデル・タレント）                                              | 多部未華子                     | 教育テレビの㊙パワー                                                                      |
| 2009年6月号  | 水野晶子（毎日放送アナウンサー）                                          | 松本潤                         | テレビは経済が苦手!?                                                                      |
| 2009年7月号  | 上杉隆（ジャーナリスト）                                                  | 遠藤憲一                       | 決定！第46回ギャラクシー賞                                                                |
| 2009年8月号  | 糸井重里（ほぼ日刊イトイ新聞代表）                                        | 黒木メイサ                     | 詳報！第46回ギャラクシー賞                                                                |
| 2009年9月号  | 早河洋（テレビ朝日代表取締役社長）                                        | 戸田恵子                       | 放送外ビジネスは打出の小槌か？                                                            |
| 2009年10月号 | 宇多丸（ラッパー／ラジオ・パーソナリティ）                                | 窪田正孝                       | メディアの倫理って何？                                                                    |
| 2009年11月号 | 中園ミホ（放送作家）                                                      | 高橋克実                       | こんな生番組が見たい！                                                                    |
| 2009年12月号 | 富野由悠季（アニメーション監督）                                          | 相葉雅紀                       | 民主党政権でテレビはどう変わるか？                                                        |

### 2010年～2019年
| 月号         | THE PERSON（※肩書は当時）                                                                                 | 旬の顔             | 特集                                                          |
| 2010年1月号  | 勝間和代（経済評論家、公認会計士）                                                                        | 志田未来           | 放送ゆく年くる年 第47回上期ギャラクシー賞                     |
| 2010年2月号  | 大宮エリー（映画監督、脚本家、演出家、CMプランナー）                                                      | 佐藤隆太           | こんなドラマが見たい！                                        |
| 2010年3月号  | 辻野晃一郎（グーグル日本法人社長）                                                                        | 宇津井健           | ラジオ応援宣言。                                              |
| 2010年4月号  | 湯浅誠（反貧困ネットワーク事務局長、NPO自立生活サポートセンター・もやい事務局長）                         | 柴咲コウ           | ニッチを開拓せよ BS、MXの挑戦                                 |
| 2010年5月号  | 加地隆雄（横浜ベイスターズ 代表取締役社長）                                                               | 滝川クリステル     | 著作権とテレビの未来                                          |
| 2010年6月号  | 倉敷保雄（フリーアナウンサー）                                                                            | 國村隼             | ドキュメンタリーの楽しみ方                                    |
| 2010年7月号  | 宮本亜門（演出家）                                                                                        | 西島秀俊           | 決定！第47回ギャラクシー賞                                    |
| 2010年8月号  | 渡辺佳代子（月刊「sweet」編集長）                                                                         | 板尾創路           | 詳報！第47回ギャラクシー賞 贈賞式                             |
| 2010年9月号  | 浅田次郎（作家）                                                                                          | 小池栄子           | これでいいのか！放送法改正                                    |
| 2010年10月号 | 市村元（「地方の時代」映画祭プロデューサー）                                                              | 真木よう子         | ネットはラジオの救世主か？                                    |
| 2010年11月号 | 堀川惠子（ジャーナリスト）                                                                                | 林遣都             | 放送の人材育成を考える                                        |
| 2010年12月号 | 葉加瀬太郎（ヴァイオリニスト、ミュージシャン）                                                            | 戸田恵梨香         | テレビCMは届いているか？                                      |
| 2011年1月号  | ポール・ガセク（ディスカバリーチャンネル エグゼクティブ・プロデューサー兼シニア・サイエンス・エディター） | 役所広司           | ヒミツの愛好番組 第48回上期ギャラクシー賞                     |
| 2011年2月号  | 秋元康（放送作家・作詞家・プロデューサー）                                                                | 稲垣吾郎           | 500号記念特集 みんなの放送批評！                              |
| 2011年3月号  | 川上量生（株式会社ドワンゴ代表取締役会長）                                                                | 檀れい             | テレビはプロ野球を捨てるのか？                                |
| 2011年4月号  | 奥浩哉（マンガ家）                                                                                        | 吉岡秀隆           | 刑事ドラマ人気の秘密を探れ！                                  |
| 2011年5月号  | 藤村忠寿（北海道テレビ放送 エグゼクティブ ディレクター）                                                  | 大江麻理子         | ネット×テレビ時代、始まる                                     |
| 2011年6月号  | 大根仁（演出家）                                                                                          | 武井咲             | ケーブルテレビの地域力                                        |
| 2011年7月号  | 河野太郎（衆議院議員）                                                                                    | 高良健吾           | 決定！第48回ギャラクシー賞 東日本大震災の被災地を歩いて       |
| 2011年8月号  | 武田邦彦（中部大学教授・工学博士）                                                                        | 松重豊             | 詳報！第48回ギャラクシー賞                                    |
| 2011年9月号  | ピストン西沢（DJ、ミュージシャン、ラジオパーソナリティ）                                                  | 忽那汐里           | 検証！東日本大震災とメディア＜前編＞                          |
| 2011年10月号 | 岡島尚志（フィルムアーキビスト、東京国立近代美術館フィルムセンター主幹）                                  | 森山未來           | 検証！東日本大震災とメディア＜後編＞                          |
| 2011年11月号 | 小野さおり（NHK音響デザイナー）                                                                           | 長谷川博己         | 原発とメディア                                                |
| 2011年12月号 | 小山薫堂（放送作家、脚本家）                                                                              | 中村蒼             | “韓流”の実力度                                                |
| 2012年1月号  | 松本正之（日本放送協会会長）                                                                              | 尾野真千子         | 第49回［上期］ギャラクシー賞                                  |
| 2012年2月号  | 佐々木宏（シンガタ クリエーティブディレクター）                                                           | 小泉今日子         | 「番組難民」増殖中!?                                          |
| 2012年3月号  | 杉田成道（日本映画衛星放送株式会社代表取締役社長）                                                        | 向井理             | 朝8時に夢中！                                                 |
| 2012年4月号  | 石井正（石巻赤十字病院医師、宮城県災害医療コーディネーター）                                              | 三浦貴大           | 地域を創るメディア                                            |
| 2012年5月号  | 藤代裕之（ジャーナリスト）                                                                                | 大沢たかお         | どうなるラジオ、どうするラジオ                                |
| 2012年6月号  | 堀切園健太郎（映画監督）                                                                                  | 剛力彩芽           | 「震災一年」を、どう伝えたか                                  |
| 2012年7月号  | 喜多あおい（リサーチャー）                                                                                | 井浦新             | 決定！第49回ギャラクシー賞                                    |
| 2012年8月号  | 井上弘（日本民間放送連盟会長・TBSテレビ代表取締役会長）                                                   | 染谷将太           | 詳報！第49回ギャラクシー賞                                    |
| 2012年9月号  | 吉田尚記（ニッポン放送アナウンサー、「ミュ～コミ＋プラス」パーソナリティ）                                | マツコ・デラックス | BS多チャンネル時代がやってきた                                |
| 2012年10月号 | 阿川佐和子（作家・エッセイスト）                                                                          | ミムラ             | ナレーション考                                                |
| 2012年11月号 | 倉内均（全日本テレビ番組製作社連盟（ATP）理事長）                                                         | 山口智子           | オリンピックとメディア2012                                    |
| 2012年12月号 | 和田かおり（株式会社プラットイーズ代表取締役社長 CEO）                                                    | 岡田将生           | 世界のテレビ賞に挑め！                                        |
| 2013年1月号  | 汐見稔幸（白梅学園大学学長、東京大学名誉教授、BPO青少年委員会委員長）                                     | 松平健             | テレビ60年――テレビを語る書物たち 第50回［上期］ギャラクシー賞 |
| 2013年2月号  | ピーター・バラカン（エフエムインターウェーブ（インターFM）執行役員                                        | 斎藤工             | 「報道活動」の意義を考える                                    |
| 2013年3月号  | 二木治成（株式会社mmbi 代表取締役社長）                                                                   | 宮﨑香蓮           | 2012年 選挙報道を問う                                         |
| 2013年4月号  | 加地倫三（テレビ朝日ゼネラル・プロデューサー）                                                            | 綾野剛             | 独立局のサバイバル術                                          |
| 2013年5月号  | 升家誠司（CBCラジオ代表取締役社長）                                                                       | 櫻井翔             | イマドキ若者のメディア観                                      |
| 2013年6月号  | 近藤祐司（スポーツ・アンカーマン）                                                                        | 長谷川京子         | スポーツ放送の矜持                                            |
| 2013年7月号  | 松永真（グラフィックデザイナー）                                                                          | 新垣結衣           | 決定！第50回ギャラクシー賞                                    |
| 2013年8月号  | 藤田潔（ビデオプロモーション取締役名誉会長）                                                              | 北村有起哉         | 詳報！第50回ギャラクシー賞                                    |
| 2013年9月号  | 一色伸幸（脚本家）                                                                                        | 本田翼             | 放懇50周年記念 放送批評の半世紀をふりかえる                   |
| 2013年10月号 | 是枝裕和（映画監督）                                                                                      | 指原莉乃           | 検証！ 地デジ化の成功度                                       |
| 2013年11月号 | 伊東英朗（南海放送テレビ局制作部ディレクター、映画監督）                                                  | 吹石一恵           | 何が魅力？ BSテレビのCM市場                                   |
| 2013年12月号 | キン・シオタニ（イラストレーター）                                                                        | 池内博之           | 今年のドラマは熱かった                                        |
| 2014年1月号  | 重延浩（テレビマンユニオン会長、ゼネラルプロデューサー）                                                  | 三谷幸喜           | 危ない！特定秘密保護法案 第51回［上期］ギャラクシー賞         |
| 2014年2月号  | クリス・ペプラー（DJ、ナビゲーター）                                                                      | 北大路欣也         | 岐路に立つラジオの未来を描く                                  |
| 2014年3月号  | 石井光太（作家）                                                                                          | 小芝風花           | 就職・採用に異変あり!?                                        |
| 2014年4月号  | 田中優子（法政大学社会学部長）                                                                            | 三浦春馬           | 「時代劇」は新たな視聴者をつかめ                              |
| 2014年5月号  | 吉川美代子（TBSアナウンサー）                                                                             | ムロツヨシ         | 安倍政権と放送メディア                                        |
| 2014年6月号  | 菅原正豊（ハウフルス代表取締役社長、テレビプロデューサー・演出家）                                        | 杏                 | バラエティの時代感覚                                          |
| 2014年7月号  | 三好晴海（BPO[放送倫理・番組向上機構] 専務理事）                                                          | 滝藤賢一           | 決定！第51回ギャラクシー賞                                    |
| 2014年8月号  | ジョン・ドンハム（TuneIn CEO）                                                                            | 橋本愛             | 詳報！第51回ギャラクシー賞                                    |
| 2014年9月号  | 堀潤（ジャーナリスト／NPO法人「8bitNews」代表                                                             | 吉本実憂           | がんばれ！ われらのNHK                                        |
| 2014年10月号 | 西向幸三（エフエム沖縄放送制作部課長、パーソナリティ）                                                    | 小日向文世         | いつでも！どこでも！ 急増する「シフト型」TV視聴               |
| 2014年11月号 | 三木由希子（情報公開クリアハウスリング理事長）                                                            | 池松壮亮           | クラウドファンディングは救世主？                              |
| 2014年12月号 | 菅野祐悟（作曲家、音楽プロデューサー）                                                                    | 赤江珠緒           | ドワンゴの奇策、日テレの秘策 頻発する自然災害 TV局の対応      |
| 2015年1月号  | 秋山創一（ビデオリサーチ代表取締役社長）                                                                  | 高橋克典           | 第52回［上期］ギャラクシー賞                                  |
| 2015年2月号  | 佐々木紀彦（NewsPicks編集長・ユーザベース執行役員）                                                       | 菅田将暉           | 4Kは放送の未来を拓くか？                                      |
| 2015年3月号  | 山縣由美子（九州大学理事）                                                                                | 木村文乃           | コメンテーター次第で番組は変わる!?                            |
| 2015年4月号  | 田原牧（新聞記者）                                                                                        | 松岡茉優           | ラジオ特集①U-30をつかめ ②こうして放送は始まった               |
| 2015年5月号  | 川田十夢（開発者、AR三兄弟（長男））                                                                      | 井ノ原快彦         | テレビイノベーションは大阪から始まる                          |
| 2015年6月号  | 大友良英（音楽家）                                                                                        | バカリズム         | 後藤健二さんの死がテレビに遺したもの                          |
| 2015年7月号  | 松岡修造（スポーツキャスター）                                                                            | 吉田羊             | 決定！第52回ギャラクシー賞                                    |
| 2015年8月号  | 松尾羊一（放送評論家）                                                                                    | 柳楽優弥           | 詳報！第52回ギャラクシー賞                                    |
| 2015年9月号  | 横山雄二（中国放送 アナウンサー）                                                                         | 福士蒼汰           | テレビ広告 “限界説”を吹き飛ばせ！                             |
| 2015年10月号 | 今村司（NPBエンタープライズ代表取締役社長）                                                               | 田中要次           | スポーツジャーナリズムの宿題                                  |
| 2015年11月号 | 今野勉（放送人の会会長）                                                                                  | 黒木華             | 戦後70年を放送はどう伝えたか〈前編〉                          |
| 2015年12月号 | アーサー・ビナード（詩人）                                                                                | 波瑠               | 戦後70年を放送はどう伝えたか〈後編〉                          |
| 2016年1月号  | 田中晃（WOWOW代表取締役会長）                                                                             | 堤真一             | 第53回［上期］ギャラクシー賞                                  |
| 2016年2月号  | 岩渕健輔（日本ラグビーフットボール教会日本代表ジェネラルマネージャj－）                                   | 有村架純           | テレビのネット連動20年                                        |
| 2016年3月号  | 戸田ひかる（ドキュメンタリスト）                                                                          | 蓮佛美沙子         | 揺れる！番組倫理の“番人”BPO                                   |
| 2016年4月号  | 中野信子（脳科学者）                                                                                      | 門脇麦             | 解明！お散歩番組人気の秘密 ドローン「空撮」の是非は？         |
| 2016年5月号  | 大沢悠里（ラジオパーソナリティ）                                                                          | 佐藤健             | 「食べる」ドラマ                                              |
| 2016年6月号  | 圡方宏史（東海テレビ放送記者、映画監督）                                                                  | 佐藤浩市           | さらば平成のキャスターたち メディアは震災5年をどう伝えたか    |
| 2016年7月号  | 寺川綾（スポーツキャスター）                                                                              | 近藤正臣           | 決定！第53回ギャラクシー賞                                    |
| 2016年8月号  | 高市早苗（総務大臣）                                                                                      | 二階堂ふみ         | 詳報！第53回ギャラクシー賞                                    |
| 2016年9月号  | 安田菜津紀（フォトジャーナリスト）                                                                        | 佐藤Ｂ作           | 放送コンテンツを海外へ売れ!!                                  |
| 2016年10月号 | 原憲一（山陽放送代表取締役社長）                                                                          | 坂口健太郎         | “ネット炎上”とテレビ                                          |
| 2016年11月号 | さだまさし（シンガーソングライター、小説家）                                                              | 要潤               | リオから東京！ どうするテレビ？                               |
| 2016年12月号 | 荻上チキ（評論家、ラジオパーソナリティ）                                                                  | 高畑充希           | 障害者に愛されるテレビとは!?                                  |
| 2017年1月号  | 武田砂鉄（ライター、編集者）                                                                              | 小堺一機           | 第54回［上期］ギャラクシー賞                                  |
| 2017年2月号  | 篠原誠（クリエーティブディレクター／CMプランナー）                                                        | 松坂桃李           | テレビ音楽番組の“今”を探る                                    |
| 2017年3月号  | 澤地久枝（作家）                                                                                          | 鈴木亮平           | 生まれ変わる視聴率                                            |
| 2017年4月号  | 神戸金史（RKB毎日放送記者）                                                                               | 真矢ミキ           | テレビの中の動物たち                                          |
| 2017年5月号  | 落合陽一（メディアアーティスト 筑波大学助教 デジタルネイチャー研究室主宰 Pixie Dust Technologies.Inc CEO  | 村上虹郎           | フェイクニュースが世界を騙す？                                |
| 2017年6月号  | 中村俊（DAZN日本社長＆マネージングディレクター）                                                          | 濱田岳             | 放送局も迫られる働き方改革                                    |
| 2017年7月号  | 想田和弘（映画作家）                                                                                      | 高橋一生           | 決定！第54回ギャラクシー賞                                    |
| 2017年8月号  | 木村草太（憲法学者）                                                                                      | 杉咲花             | 詳報！第54回ギャラクシー賞                                    |
| 2017年9月号  | 秀島史香（ラジオDJ、ナレーター）                                                                          | 星野源             | 料理番組レボリューション                                      |
| 2017年10月号 | パトリック・ハーラン（タレント・お笑い芸人）                                                              | 小泉孝太郎         | 放送界のダイバーシティを検証する                              |
| 2017年11月号 | 天城靱彦（Tokyo Docs実行委員会委員長）                                                                    | 広瀬アリス         | ドラマよ、“枠”を超えろ！                                      |
| 2017年12月号 | 滝山雅夫（AK Holdings／ソニー・ピクチャーズエンタテインメント／キッズステーション 代表取締役）            | 村上信五           | 新型ドキュメンタリー最前線                                    |
| 2018年1月号  | 佐古忠彦（『米軍が最も恐れた男 その名は、カメジロー』監督／TBS報道局プロデューサー）                      | 吉田鋼太郎         | 第55回［上期］ギャラクシー賞                                  |
| 2018年2月号  | 倉本聰（脚本家）                                                                                          | 長澤まさみ         | 変わる!? 選挙報道                                             |
| 2018年3月号  | 土屋敏男（日本テレビ日テレラボ・シニアクリエーター、映画監督、プロデューサー）                            | 城田優             | アニメ新世紀                                                  |
| 2018年4月号  | 望月衣塑子（東京新聞・社会部記者）                                                                        | 柄本佑             | 放送の新しい風は名古屋から                                    |
| 2018年5月号  | 古沢良太（脚本家）                                                                                        | 永野芽郁           | アイドルの作られ方                                            |
| 2018年6月号  | 岡野真紀子（WOWOWドラマ制作部プロデューサー）                                                             | 博多華丸・大吉     | バラエティは不滅か？                                          |
| 2018年7月号  | 柘植伊佐夫（人物デザイナー）                                                                              | 横山裕             | 決定！第55回ギャラクシー賞                                    |
| 2018年8月号  | 糸井重里（ほぼ日刊イトイ新聞代表）                                                                        | 志尊淳             | 詳報！第55回ギャラクシー賞                                    |
| 2018年9月号  | 村山仁志（長崎放送アナウンサー）                                                                          | 吉岡里帆           | 医療ドラマの魅力／おっさんずラブ現象                          |
| 2018年10月号 | 福浦与一（全日本テレビ番組製作者連盟（ATP）理事長）                                                       | 東出昌大           | クイズ番組が熱い                                              |
| 2018年11月号 | 辻田真佐憲（作家・近現代史研究者）                                                                        | 三浦友和           | 気象・災害報道とメディア                                      |
| 2018年12月号 | ロバート キャンベル（日本文学研究者・国文学研究資料館館長）                                               | 田中圭             | 岐路に立つ紅白歌合戦                                          |
| 2019年1月号  | 神田松之丞（講談師）                                                                                      | 竹内涼真           | 第56回［上期］ギャラクシー賞                                  |
| 2019年2月号  | 石戸奈々子（CANVAS理事長／慶應義塾大学教授）                                                              | 清野菜名           | テレビ報道とSNS                                               |
| 2019年3月号  | 信友直子（ドキュメンタリー映画監督）                                                                      | 安田顕             | 女性アナウンサーという生き方                                  |
| 2019年4月号  | ロブ・ライナー（映画監督）                                                                                | キムラ緑子         | 新時代の放送人キャリア                                        |
| 2019年5月号  | 田中和彦（南海放送社長）                                                                                  | 広瀬すず           | テレビの笑いが消える!?                                        |
| 2019年6月号  | 原武史（政治学者）                                                                                        | 小松菜奈           | 変わる！スポーツ中継                                          |
| 2019年7月号  | 斉加尚代（毎日放送 報道局記者・ディレクター）                                                             | 阿部サダヲ         | 決定！第56回ギャラクシー賞                                    |
| 2019年8月号  | 玉本英子（ジャーナリスト）                                                                                | 中村倫也           | 詳報！第56回ギャラクシー賞                                    |
| 2019年9月号  | 鬼頭里枝(アナウンサー)                                                                                    | 小川彩佳           | 韓流サードウェーブの実相徹底解剖 チコちゃんに叱られる！       |
| 2019年10月号 | 桐野夏生(作家)                                                                                            | 伊藤健太郎         | テレビと文学                                                  |
| 2019年11月号 | 遠藤龍之介(フジテレビジョン代表取締役社長兼COO)                                                           | ディーン・フジオカ | 今、フォーマットが熱い                                        |
| 2019年12月号 | 玉川徹(テレビ朝日コメンテーター)                                                                          | 松下奈緒           | 公共メディアとは何か                                          |

### 2020年～
| 月号         | THE PERSON（※肩書は当時） | 旬の顔             | 特集                              |
| 2020年1月号  | 谷本道哉                  | 神木隆之介         | 第57回上期ギャラクシー賞          |
| 2020年2月号  | 吉崎正弘                  | 芦田愛菜           | ケーブルテレビ新時代              |
| 2020年3月号  | 南彰                      | 沢村一樹           | 劇変！視聴率 変革！広告ビジネス   |
| 2020年4月号  | 川端和治                  | 吉沢亮             | 時代劇は死なない                  |
| 2020年5月号  | 杉山文野                  | 黒島結菜           | キーワードから読み解く 放送の未来 |
| 2020年6月号  | 平良いずみ                | 千葉雄大           | テレビは“ケーサツ”をどう描く？    |
| 2020年7月号  | 柳澤秀夫                  | 綾瀬はるか         | 新型コロナと対峙せよ              |
| 2020年8月号  | 上出遼平                  | 井上芳雄           | 決定！第57回ギャラクシー賞        |
| 2020年9月号  | 川平朝清                  | EXIT               | モノ言う番組のチカラ              |
| 2020年10月号 | 樋泉実                    | 伊藤沙莉           | ポストコロナの放送                |
| 2020年11月号 | 脇田玲                    | 横浜流星           | 科学の伝え方                      |
| 2020年12月号 | 小池修一郎                | 小栗旬             | リアリティショーとは何か          |
| 2021年1月号  | 西田亮介                  | 爆笑問題           | 第58回［上期］ギャラクシー賞      |
| 2021年2月号  | 小田嶋隆                  | 杉野遥亮           | やっぱり、ドラマは面白い          |
| 2021年3月号  | 岸田奈美                  | 土屋太鳳           | キャスティング新時代              |
| 2021年4月号  | 松井至                    | 眞島秀和           | 震災10年 メディアはどう変わったか |
| 2021年5月号  | 馬場マコト                | 福原遥             | ミニ番組に注目！                  |
| 2021年6月号  | 土井香苗                  | 町田啓太           | 歴史番組に学ぶ                    |
| 2021年7月号  | 河合純一                  | 芳根京子           | 決定！第58回ギャラクシー賞        |
| 2021年8月号  | 落合健太郎                | 中川大志           | 続報！第58回ギャラクシー賞        |
| 2021年9月号  | 谷津賢二                  | 草野マサムネ       | ラジオのポテンシャル              |
| 2021年10月号 | 治部れんげ                | 上白石萌歌         | テレビのなかの「家族」            |
| 2021年11月号 | 榎本雪子                  | 赤楚衛二           | テレビのSNS活用術                 |
| 2021年12月号 | 大越健介                  | 川栄李奈           | 少子化時代の子ども番組            |
| 2022年1月号  | 春風亭一之輔              | サンドウィッチマン | 第59回［上期］ギャラクシー賞      |
| 2022年2月号  | 石山アンジュ              | 南沙良             | 「東京2020」が遺したもの          |
| 2022年3月号  | 井上啓子                  | 青木崇高           | テレビが描くジェンダー            |
| 2022年4月号  | たむらようこ              | 竜星涼             | テレビ現場のジェンダー            |
| 2022年5月号  | 山本龍彦                  | 松本まりか         | スポーツドキュメンタリーの醍醐味  |
| 2022年6月号  | 橋本元                    | 山崎育三郎         | どうなるBS新展開                  |
| 2022年7月号  | 熊田安伸                  | 眞栄田郷敦         | 決定！第59回ギャラクシー賞        |
| 2022年8月号  | 小西遊馬                  | 草彅剛             | 続報！第59回ギャラクシー賞        |
| 2022年9月号  | 森谷佳奈                  | 奈緒               | 狙え！世界のテレビ賞              |
| 2022年10月号 | 房 満満                   | 松本穂香           | テレビのサウンドパワー            |
| 2022年11月号 | 西井敏恭                  | 磯村勇斗           | Z世代とシニア世代                 |
| 2022年12月号 | 鈴木エイト                | 津田健次郎         | メディアリテラシー再考            |